# Флавія, мусульманська черниця
«Флавія, мусульманська черниця» (оригінальна назва італ. Flavia, la monaca musulmana, інші назви: Flavia, Flavia: Heretic Priestess(сша), Flavia la défroquée (Франція), Flavia the Heretic, Flavia the Rebel Nun, Flavia, Priestess of Violence, Flavia: Heretic Priestess (USA), The Heretic, The Muslim Nun, The Rebel Nun) — фільм жахів італійського режисера Джанфранко Міньйоцці. Фільм знято в південноіталійському місті Отранто (провінція Апулія).

## Сюжет
Італія 1600 рік: секта Тарантули напала на жіночий монастир під час своєї щорічної прощі. Сектанти спаплюжили храм та влаштувавши оргію в каплиці. Одна з черниць тікає з монастиря, не бажаючи миритися з постійним насильством.

## В ролях
- Флорінда Болкан — Флавія Гаетані
- Марія Казарес — Сестра Агата
- Клаудіо Кассінеллі — Абрахам
- Ентоні Хіггінс — Ахмед.